# 887 (číslo)
Osm set osmdesát sedm je přirozené číslo. Římskými číslicemi se zapisuje DCCCLXXXVII a řeckými číslicemi ωπζʹ. Následuje po čísle osm set osmdesát šest a předchází číslu osm set osmdesát osm.

## Matematika
887 je:
- Deficientní číslo
- Prvočíslo
- Nešťastné číslo

## Astronomie
- (887) Alinda je planetka Amorovy skupiny, kterou v roce 1918 objevil Max Wolf

## Roky
- 887
- 887 př. n. l.